# مصاحبه کاری

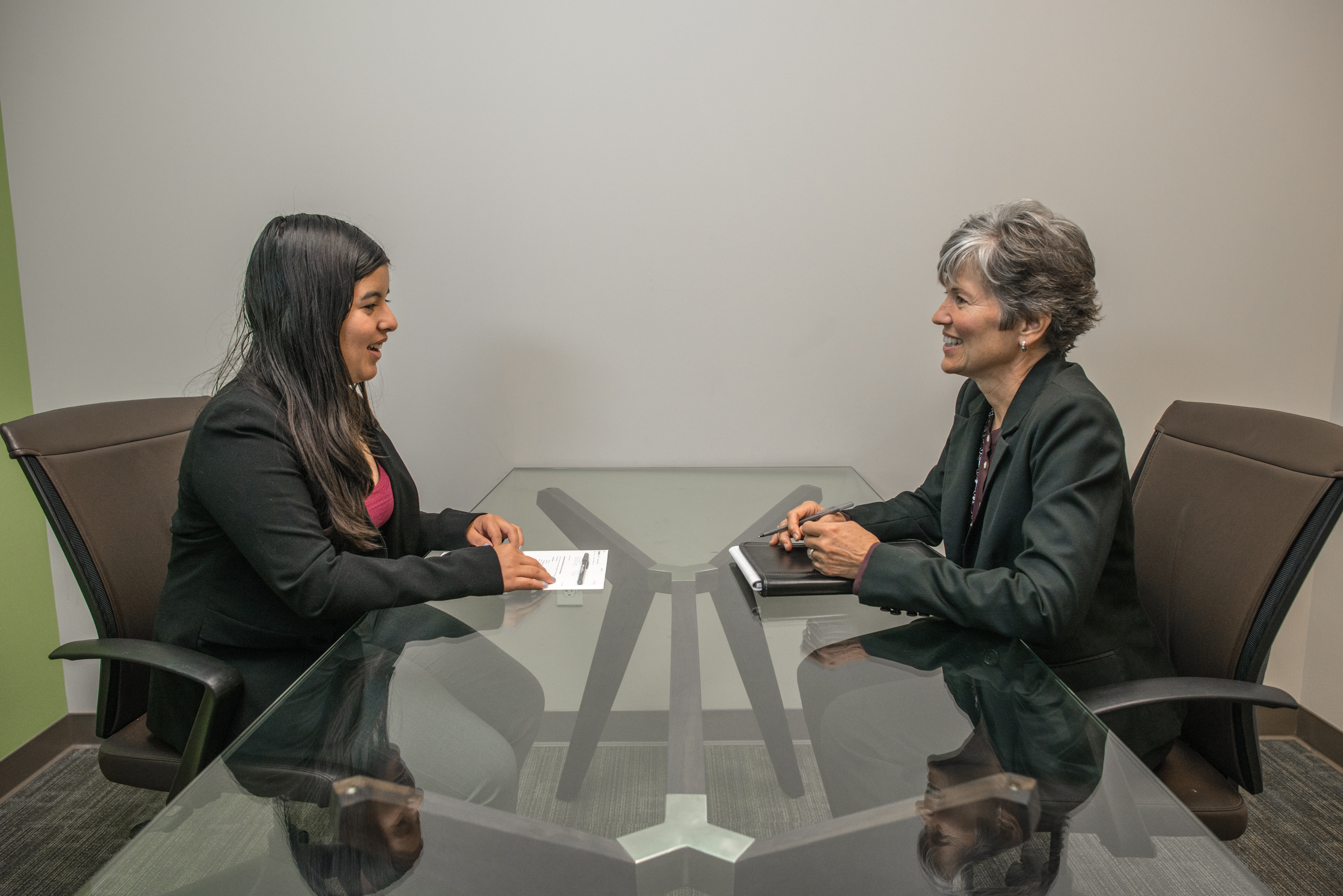
جلسه مصاحبه

مصاحبه کاری یکی از روش‌هایی است که شرکت‌ها و مؤسسات برای گزینش کارکنان خود به کار می‌برند. مصاحبه معمولاً به صورت حضوری بین دو نفر انجام می‌شود. گاه چند تن در مصاحبه حضور می‌یابند و برخی از مصاحبه‌ها از راه دور با تلفن با دیگر وسایل پیام‌رسانی مانند شبکه کامپیوتری یا تلویزیون انجام می‌گیرد.
مصاحبه قدیمی‌ترین شکل گزینش می‌باشد و معمولاً در ارزیابی کارمند یا متقاضی ارزش زیادی دارد. بسیاری بر این باور هستند که در ارتباط حضوری بهتر از هر روش دیگری می‌توانند شخصیت متقاضی را ارزیابی کنند. برخی ویژگی‌ها از جمله رفتار و منش، آراستگی ظاهری، برخورد مناسب، و تأثیرگذاری مثبت در یک لحظه، فقط در مصاحبه می‌تواند مورد داوری قرار گیرد. همهٔ این موارد در برخی شغل‌ها بسیار مهم هستند. یک مصاحبه‌کنندهٔ هشیار می‌تواند از مصاحبه، شواهد مبنی بر هوش، گستردگی علایق، و نگرش کلی متقاضی به کار و زندگی، را برداشت نماید. اگر مصاحبه‌کننده رئیس متقاضی (در صورتی که در مصاحبه موفّق شود) باشد، می‌تواند بفهمد که آیا آن دو می‌توانند به خوبی با یک‌دیگر کار کنند یا نه.
یکی از مشکلاتی که مصاحبه به عنوان روش گزینش دارد این است که بسیاری از دیگران پیش‌داوری یا برداشت‌های قبلی دارند: «انسان‌های چاق تنبل هستند» یا «انسان‌هایی که پیشانی کوتاه دارند، نادان هستند.»
بعضی مصاحبه‌کننده‌ها آن‌قدر مهارت ندارند که بتوانند سر صحبت را با مصاحبه‌شونده باز کنند و به نحوی طبیعی با او صحبت کنند، در صورتی که از چندین مصاحبه‌کننده استفاده شود، که در مواقع مهم همین‌طور می‌باشد، مشکلات این روش به حداقل خود خواهد رسید.
گذشته از این، تأثیراتی که متقاضی در یک مصاحبه یا چند مصاحبه خواهد گذاشت، گاهی می‌تواند گمراه‌کننده باشد. کسی که می‌تواند در برخورد اول تأثیر خوبی بر افراد بگذارد، ممکن است در آشنایی‌های بیشتر آن‌طور نباشد: بعضی افراد روشنفکرانه صحبت می‌کنند ولی چنان عمل نمی‌کنند. بعضی‌ها می‌توانند رفتارهای ناخوش‌آیند خود را موقّتاً پنهان کنند- بعضی‌ها که سعی می‌کنند رفتارهای گمراه‌کننده داشته باشند، موفق نخواهند بود- بعضی‌ها که به نظر مشوّش و پریشان می‌آیند، ممکن است در یک موقعیت واقعی شغلی، بسیار سریع، مطمئن و عاقلانه عمل کنند.

## مصاحبه در شرکت‌های خصوصی
مصاحبه در شرکت‌های خصوصی بیشتر از شرکت‌های دولتی اهمیت دارد. یک شرکت خصوصی بودجه خود را از طریق کسب و کار خود تأمین می‌کند و برای جذب نیروهای مورد نیاز خود، نهایت دقت را بکار می برد تا نیرویی متخصص و ماهر در زمینه شغلی مربوط را بیابد. در غیر اینصورت تنها متحمل ضرر خواهد شد و همینطور منابع شرکت را تلف خواهد کرد. در این میان اگر یک کارجو در بدست آوردن یک فرصت شغلی ، تصمیم قطعی خود را گرفته‌است، باید به‌گونه‌ای خود را به شرکت معرفی کند که شرکت مزبور کاملاً در جریان توانایی‌های او قرار گیرد. چه بسا در این تواناییها فرصت شغلی مناسب تری برای فرد وجود داشته باشد که شرکت خود آن را پیشنهاد دهد.